# Sac de Damiette
Guerres arabo-byzantines
Batailles
- Mu'tah (629)
- Ajnadayn (634)
- Damas (634)
- Fahl (635)
- Yarmouk (636)
- Jérusalem (636-637)

- Héliopolis (640)
- Nikiou (646)

- Sufétula (647)
- Tahouda (683)
- Mammès (688)
- Carthage (698)
- Oued Nini (698)

- 1re Constantinople (674-678)
- Sébastopolis (692)
- Tyane (~708)
- 2e Constantinople (717-718)
- Andrinople (718)
- Nicée (727)
- Akroinon (740)

- Kamacha (766)
- Invasion de l'Asie Mineure (782)
- Kopidnadon (788)
- Krasos (804)
- Invasion de l'Asie Mineure (806)
- Anzen (838)
- Amorium (838)
- Mauropotamos (844)
- Poson (863)
- Bathys Ryax (872 ou 878)

- Syracuse (877-878)
- Stelai ou 1re Milazzo (880)
- 2e Milazzo (888)
- Taormine (902)
- Garigliano (915)
- Détroit (965)
- Georges Maniakès en Sicile (1038-1040)

- Phœnix de Lycie (655)
- Keramaia (746)
- Conquête musulmane de la Crête (années 820)
- Damiette (853)
- Raguse (866-868)
- Kardia (~872-873)
- Golfe de Corinthe (~873)
- Céphalonie (880)
- Chalcis (~883)
- Thessalonique (904)

- Portes ciliciennes (878)
- Campagnes de Jean Kourkouas (926-944)
- Marach (953)
- Raban (958)
- Andrassos (960)
- Campagnes de Nicéphore II Phocas (956-969)
- Chandax (960-961)
- Alexandrette (971)
- Campagnes de Jean Tzimiskès (~950-975)
- Gués de l'Oronte (994)
- Alep (994-995)
- Apamée (998)
- Campagnes de Basile II (979-999)
- Azâz (1030)

Le sac de Damiette en 853 est une importante victoire de l'Empire byzantin. Le 22 mai 853, la marine byzantine attaque la cité portuaire de Damiette sur le delta du Nil, dont la garnison est alors absente. La cité est mise à sac et pillée. En plus des nombreux prisonniers, les Byzantins s'emparent de grandes quantités d'armes et provisions destinées à l'émirat de Crète.

## Contexte
Durant les années 820, les Byzantins souffrent de deux pertes territoriales majeures qui mettent fin à leur suprématie navale en Méditerranée. La première est la conquête musulmane de la Sicile suivie de la chute de la Crète, tombée aux mains d'exilés andalous. Ces pertes conduisent à une ère de raids menés par les pirates sarrasins contre les rivages chrétiens du Nord de la Méditerranée. La création de l'émirat de Crète, qui devient un havre pour les navires musulmans, permet aux Arabes de lancer des raids en mer Égée tandis que le contrôle (d'abord partiel) de la Sicile leur permet d'attaquer voire de s'installer sur les rivages de l'Italie et de l'Adriatique,. Plusieurs tentatives byzantines pour reprendre la Crète juste après la conquête andalouse ainsi qu'une invasion de grande envergure en 842-843 échouent de façon désastreuse.

## Expédition byzantine et sac de Damiette
Ainsi, en 852-853, le gouvernement byzantin essaie une nouvelle approche. Il rassemble une immense armada qui aurait été composée de trois flottes comprenant 300 navires. Ceux-ci sont envoyés razzier les bases navales musulmanes en Méditerranée orientale. L'une de ces flottes, comprenant 85 navires et 5 000 hommes commandés par un général connu, selon les sources arabes, sous le nom d'« Ibn Qatuna », se dirige vers la côte égyptienne. En effet, c'est d'Égypte que les Abbassides envoient de l'aide à la Crète,. L'identité de ce général a fait l'objet de propositions diverses par les historiens modernes, sans qu'une solution évidente n'émerge. Henri Grégoire propose de l'identifier à Serge Nicétiatès mais celui-ci meurt en 843, avant de se tourner vers le parakoimomène Damien. D'autres historiens ont proposé de l'identifier soit à Constantin Kontomytès, soit au stratège Photeinos.
La flotte byzantine arrive devant la cité le 22 mai 853. À ce moment-là, la garnison est absente et assiste à une fête organisée par le gouverneur Anbasa Ibn Ishaq al-Dabbi à Fostat. Les habitants de Damiette quittent alors la ville sans défense qui est pillée durant deux jours puis incendiée par les Byzantins. Ces derniers enlèvent près de 600 femmes arabes et coptes ainsi qu'une grande quantité d'armes et de matériels divers destinés à la Crète. Ils font ensuite voile vers l'est et attaquent la puissante forteresse d'Ushtun. Après l'avoir prise, ils brûlent un grand nombre d'engins de siège qu'ils y trouvent et repartent vers les terres byzantines.

## Impact
Bien que ce sac soit l'une des plus brillantes opérations militaires de l'histoire byzantine selon Christidès, il est complètement ignoré par les sources byzantines, qui sont biaisées par leur attitude hostile envers Michel III et son règne. De ce fait, le raid n'est connu qu'au travers de deux récits arabes écrits par Al-Tabari et Al-Yaqubi,. Selon les chroniqueurs arabes, la révélation de la fragilité de l'Égypte du côté de sa façade maritime, après une longue période de négligence, conduit à un renforcement urgent de ses défenses maritimes. Des navires sont construits, de nouveaux équipages sont recrutés et Damiette et les autres sites côtiers sont fortifiés. Cela marque la renaissance de la marine égyptienne qui atteint son apogée plus tard, sous les Fatimides.